# Seseli resinosum
Seseli resinosum är en flockblommig växtart som beskrevs av Josef Franz Freyn och Paul Ernst Emil Sintenis. Seseli resinosum ingår i släktet säfferötter, och familjen flockblommiga växter. Inga underarter finns listade i Catalogue of Life.